# Michele Bachmann
Michele Bachmann (ur. 6 kwietnia 1956 w Waterloo w stanie Iowa) – amerykańska polityk, członkini Partii Republikańskiej.

## Życiorys
Od 2001 do 2006 zasiadała w Senacie Minnesoty. W okresie od 3 stycznia 2007 do 3 stycznia 2015 przez cztery kadencje była przedstawicielką 6. okręgu wyborczego w stanie Minnesota w Izbie Reprezentantów Stanów Zjednoczonych. W 2012 bezskutecznie ubiegała się o nominację Partii Republikańskiej w wyborach prezydenckich.
Pierwsza kobieta z Partii Republikańskiej, która została reprezentantką stanu Minnesota w Kongresie. Przed nią w Izbie Reprezentantów Minnesotę reprezentowały dwie kobiety z Partii Demokratycznej. Zwolenniczka ruchu TEA Party. Przeciwniczka małżeństw homoseksualnych.